# Europäische Antikapitalistische Linke
Die Europäische Antikapitalistische Linke (EAL, engl.: European Anti-Capitalist Left, EACL, franz.: Gauche Anticapitaliste Européenne, GACE) war ein seit 2000 bestehender Konferenzzusammenhang linker Parteien und Wahlbündnisse aus zahlreichen europäischen Ländern, die sich halbjährlich zum Erfahrungsaustausch und zur Formulierung gemeinsamer politischer Leitlinien treffen. Da die EAL nicht genügend Abgeordnete im Europaparlament oder in nationalen oder regionalen Parlamenten vorweisen kann, ist sie bislang nicht von der Europäischen Union als europäische politische Partei anerkannt.
Beteiligt sind vorwiegend Organisationen, die nach 1990 aus Umgruppierungs- und Neuformierungsprozessen der Linken hervorgegangen sind oder sich für solche Neuformierungen engagieren. Beispielhaft dafür stehen die Scottish Socialist Party (SSP), der portugiesische Bloco de Esquerda (BE), die Einheitsliste Rot-Grün aus Dänemark sowie die ehemalige französische Ligue communiste révolutionnaire (LCR). Bei diesen Organisationen, die den „harten Kern“ der EAL darstellen, handelt es sich um Gruppierungen, die nach 1990 in ihren Ländern von der Krise der traditionellen sozialdemokratischen und kommunistischen Parteien profitieren und signifikante Wahlerfolge erzielen konnten, indem sie sich als unverbrauchte, basisnahe, nicht verbürokratisierte, weder durch Bezüge zum untergegangenen Staatssozialismus und stalinistische Parteitraditionen noch durch den parlamentarischen Reformismus der Sozialdemokratie korrumpierte Kräfte einer „alternativen Linken“ profilierten.

## Grundpositionen
Die in der EAL kooperierenden Kräfte verstehen sich als „Nicht-Regierungslinke“, die sich in erster Linie sozialen Bewegungen der Opposition gegen den Neoliberalismus verbunden fühlen und deren Forderungen wahlpolitisch artikulieren, aber keine Beteiligung an Regierungen anstreben. Kriterien für die Teilnahme an EAL-Konferenzen sind:
- antikapitalistische Grundposition, sozialistische Zielperspektive,
- Anerkennung des pluralistischen Charakters der Linken (kein Monopolanspruch für die eigene Organisation oder Strömung),
- Streben nach gemeinsamem Handeln der Linken in breiten Bündnissen,
- ein Minimum an Repräsentativität (möglichst Vertretung in kommunalen, regionalen oder nationalen Parlamenten) und Verankerung in sozialen Bewegungen.

Trotz des letztgenannten Kriteriums sind die meisten an der EAL beteiligten Organisationen, mit Ausnahme der eingangs genannten Gründerparteien, allerdings eher marginale Kleingruppen, die in sozialen Bewegungen starke Aktivitäten entfalten, aber auf der wahlpolitischen Ebene keine oder kaum Repräsentativität beanspruchen können.

## Inhaltliche Ausrichtung und Rolle des Trotzkismus
Die Entwicklung der EAL wurde maßgeblich vom in Brüssel ansässigen Vereinigten Sekretariat (VS) der IV. Internationale vorangetrieben. Die EAL wird deshalb oft als trotzkistisches Projekt eingeschätzt. Ihrem Selbstverständnis nach ist sie nicht trotzkistisch, sondern offen für alle linken Organisationen, die die genannten Kriterien erfüllen und daran interessiert sind, gemeinsam an der Zusammenführung der antikapitalistischen Kräfte jenseits der Barrieren und Abgrenzungen, die sie vor 1990 trennten, zu arbeiten. Nicht die Vergangenheit und historische Tradition gilt als maßgeblich, sondern das gemeinsame Ziel.
Trotzdem ist unübersehbar, dass in der EAL vorwiegend Organisationen mit mehr oder weniger starker trotzkistischer Komponente präsent sind. „Rein“ trotzkistische Organisationen wie die britische Socialist Workers Party sind zwar die Ausnahme – und die französische LCR konnte kaum noch als „rein trotzkistisch“ angesehen werden –, an den meisten EAL-Organisationen sind jedoch Trotzkisten einflussreich beteiligt. Das Vereinigte Sekretariat verfolgt schon seit etwa zwanzig Jahren nicht mehr das Ziel, rein trotzkistische Parteien aufzubauen, sondern strebt Zusammenschlüsse mit anderen linken Strömungen an. Erfolgreich gelungen ist dies etwa in Portugal, wo der Bloco de Esquerda die Dachorganisation von Trotzkisten der IV. Internationale, der ex-maoistischen Demokratischen Volksunion und einer Gruppe ehemaliger KP-Dissidenten bildet, und in der Rot-Grünen Einheitsliste Dänemarks, in der ehemals prosowjetische Kommunisten, Trotzkisten und andere linkssozialistische und linksalternative Kräfte ebenfalls bei Fortexistenz ihrer alten Organisationen in einer gemeinsamen Wahl- und Kampagnenpartei kooperieren. In den meisten EAL-Parteien spielen Mitglieder des Vereinigten Sekretariats eine wichtige Rolle, und zweifellos sind sie es, die in den jeweiligen plural zusammengesetzten Organisationen den Kontakt zur EAL – deren Koordination vom Büro des VS aus erfolgt – hergestellt und die Mitwirkung in der EAL propagiert haben. Weiterhin sind Organisationen beteiligt, die anderen trotzkistischen Tendenzen angehören und trotz ihrer Differenzen mit dem Vereinigten Sekretariat einen gewissen trotzkistischen „Familiensinn“ mit ihr teilen. Organisationen ohne jeden trotzkistischen Einfluss bilden hingegen die Ausnahme.
Obwohl es erklärtes Ziel der EAL ist, die einer inzwischen abgeschlossenen historischen Epoche entstammenden Differenzen und „identitären“ Schranken zu überwinden, ist ihr eine substanzielle Erweiterung über den trotzkistischen Dunstkreis hinaus nicht gelungen. Der Versuch, die holländische Socialistische Partij (alternativ-linkssozialistisch mit maoistischen Wurzeln) einzubinden, misslang, und die starke und angesehene italienische Rifondazione Comunista (in der es eine Gruppe des Vereinigten Sekretariats gibt, die aber keinen bestimmenden Einfluss hat) zog sich nach zeitweiliger Teilnahme auf einen zunehmend distanzierten Beobachterstatus zurück. Dies hängt damit zusammen, dass Rifondazione es inzwischen als notwendig ansieht, sich an einer regierungsfähigen Mitte-links-Alternative zur rechtsgerichteten Berlusconi-Regierung zu beteiligen, was mit der Ablehnung von Regierungsbeteiligungen durch die EAL kollidiert.
Tatsächlich bleibt die Grundhaltung und politische Sprache der EAL weitgehend trotzkistischen Mustern verhaftet. EAL-Organisationen treten zu Wahlen an und erstreben Parlamentssitze, wollen aber prinzipiell nicht regieren. Sie berufen sich auf die Protestbewegungen gegen die „neoliberale Globalisierung“, interpretieren aber die Gesamtheit der in ihnen ausgetragenen Konflikte unter Anrufung der „Arbeiterklasse“.

## Alternative Linke: Interpretationsprobleme
Die EAL geht grundsätzlich von der Analyse aus, dass die simultane Krise der traditionellen sozialdemokratischen und kommunistischen Arbeiterparteien, die Mutation der Sozialdemokratie zur neoliberalen Kraft und vieler ehemaliger Kommunisten zu Sozialdemokraten oder Mehrheitsbeschaffern der Sozialdemokratie den Raum für eine neue „alternative Linke“ frei macht: darunter werden neue politische Kräfte verstanden, die konsequent Interessen der Lohnabhängigen gegen das Kapital vertreten und dies mit basisnahen Strukturen ohne die hierarchisch-bürokratischen Apparate der alten Parteien tun. Kaum beleuchtet wird dabei, dass der Niedergang der alten Arbeiterparteien einer der alten Arbeiterklasse selbst ist. Die sozialdemokratische britische Labour Party oder die französischen Kommunisten waren in der Vergangenheit in der Tat starke Arbeiterparteien, denen aber seit etwa 1980 ihre angestammten Industriearbeitermilieus durch einen sozialen Strukturwandel weggebrochen sind.
Heute, unter den Bedingungen des Postfordismus in einer längst noch nicht abgeschlossenen Umbruchsphase, stellt sich die Konstellation der sozialen Frage komplizierter dar. Unter den Bedingungen der wachsenden Prekarisierung ist eine Anrufung der Gesamtheit der abhängig Arbeitenden als „Arbeiterklasse“, die eine substanziell gemeinsame Interessenlage unterstellt, zumindest erklärungsbedürftig. Empirisch ist die „alternative Linke“, von der die EAL spricht, kaum in den Resten der alten, noch durch fordistische Strukturen geprägten Arbeitermilieus präsent, sondern bildet sich in erster Linie im Bereich der proletarisierten und prekarisierten Mittelschichten. Dabei bestehen erhebliche Unterschiede zwischen den verschiedenen Ländern. Der kometenhafte Aufstieg der hauptsächlich von Gewerkschaftern und ehemaligen Labour-Linken sowie trotzkistischen Gruppen gebildeten Scottish Socialist Party, die wohl die im traditionellen Sinne „proletarischste“ Kraft in der EAL darstellt, hängt mit der spezifischen Konstellation von nationaler und sozialer Frage in Schottland zusammen. Er ist soziologisch kaum vergleichbar mit dem Erstarken des Bloco de Esquerda in Portugal, wo traditionell die Kommunistische Partei die dominierende Kraft der Linken ist, die ihren Einfluss in den im Vergleich zu anderen Ländern noch relativ intakten alten industriellen und agrarischen Milieus halten konnte, aber durch ihr verknöchertes Erscheinungsbild und ihre nostalgisch-orthodox-marxistische Haltung für die urbane Linke mit höherem Bildungsniveau zunehmend unattraktiv geworden ist. Diese Lücke konnte der BE füllen, der im portugiesischen Parlament hauptsächlich mit Initiativen zu eher „grünen“ Themen wie Drogenpolitik und Abtreibung hervorgetreten ist. Die soziologischen Fakten, die die Grundlage der Existenz der Organisationen der EAL ausmachen, finden aber in EAL-Dokumenten kaum Berücksichtigung, weil es den federführenden Kräften schwer zu fallen scheint, sich konsequent von einer Vorstellungswelt zu lösen, die davon ausging, der Kapitalismus homogenisiere die lohnabhängige Klasse, während er sie heute faktisch diversifiziert. In den EAL-Dokumenten überwiegt ein propagandistischer und agitatorischer Duktus, der weite Teile der heutigen "Bewegungslinken" kaum noch anspricht.

## EAL und Europäische Linkspartei
Die in der EAL angestellten Überlegungen, zur Europawahl 2004 einen gemeinsamen länderübergreifenden Wahlblock zu bilden und dafür die italienische Rifondazione als Zugpferd zu gewinnen, wurden dadurch zunichtegemacht, dass Rifondazione sich stark für die im Mai 2004 erfolgte Gründung der Partei der Europäischen Linken (EL) – unter Beteiligung von „etablierten“, in erster Linie parlamentarisch-reformerisch orientierten Parteien wie der deutschen Linkspartei oder den französischen PCF – engagiert hat. Der EL-Vorsitzende Fausto Bertinotti (nationaler Sekretär der Rifondazione, die mit Beobachterstatus Beziehungen zur EAL unterhält) hat sich dafür ausgesprochen, den EAL-Parteien den Beitritt zur EL zu ermöglichen.

## EAL und Osteuropa
Die an der EAL beteiligten Organisationen kommen ausschließlich aus dem schon vor 1990 marktwirtschaftlichen Teil Europas. Trotz intensiver Bemühungen ist es nicht gelungen, eine Kooperation mit Organisationen aus den Transformationsländern Ostmitteleuropas herzustellen. Dort übernehmen den Part der sozialen Opposition die Nachfolgeorganisationen der alten kommunistischen Staatsparteien, die, zumeist zwischen Realsozialismus-Nostalgie und Zuwendung zu westlichem Politikverständnis schwankend, in ihrer gesamten politischen Kultur der EAL fern stehen. Gruppen, die dem Profil einer „alternativen Linken“ im Sinne der EAL entsprechen, existieren allenfalls als Minderheiten.

## Mitgliedsorganisationen

### Mitglieder
| Partei                                         | Land                   |
| ---------------------------------------------- | ---------------------- |
| Nouveau Parti Anticapitaliste                  | Frankreich             |
| Izquierda Anticapitalista                      | Spanien                |
| Bloco de Esquerda                              | Portugal               |
| Enhedslisten                                   | Dänemark               |
| Socialist Workers Party                        | Vereinigtes Königreich |
| Respect – The Unity Coalition (2016 aufgelöst) | Vereinigtes Königreich |
| Scottish Socialist Party                       | Vereinigtes Königreich |
| solidaritéS                                    | Schweiz                |
| Mouvement pour le socialisme                   | Schweiz                |
| Özgürlük ve Dayanışma Partisi                  | Türkei                 |

### Beobachter und Gäste
| Partei                               | Land                   |
| ------------------------------------ | ---------------------- |
| Deutsche Kommunistische Partei       | Deutschland            |
| Synaspismos (2013 aufgelöst)         | Griechenland           |
| Socialist Party                      | Vereinigtes Königreich |
| Socialist Party                      | Irland                 |
| Partito della Rifondazione Comunista | Italien                |
| Esquerra Unida i Alternativa         | Spanien                |
| déi Lénk                             | Luxemburg              |
| Kommunistische Partei Österreichs    | Österreich             |